# Конго (народ)
Ко́нго (бако́нго, кіко́нго, су́нді) — народ, точніше група народів банту в Центральній Африці.

## Територія розселення, чисельність
Представники народу конго проживають (1990 р.) у:
- Демократична Республіка Конго (колишній Заїр) — бл. 5 млн осіб (як власне конго, так і споріднені народи);
- Ангола — 1,15 млн осіб;
- Республіка Конго — 0,9 млн осіб;
- Габон — 15 тис. осіб;
- Уганда — 30 тис. осіб;
- Сан-Томе і Принсіпі — понад 2 тис. осіб.

У конго значне субетнічне членування — іноді такі групи, як сунді, йомбе, вілі, розглядаються як окремі народи. З огляду на це, судити про точну кількість представників народів конго можна лише оціночно — за такими оцінками їх приблизно 10 млн осіб (1990).

## Мови
Розмовляють кіконго — однією з мов групи банту нігеро-конголезької сім'ї. Окремі субетноси (сунді, йомбе, вілі) володіють своїми окремими мовами. Багато етносів мають свої діалекти.

## Релігія
Більшість конго — католики, є протестанти, прибічники традиційних культів (анімізм) та адепти синкретичних афро-християнських культів (кімбангізм — ДРК, матсуанізм — Конго). Верховні божества — богиня землі Нзамбі та бог неба Нзамбі-Мпугу.
До кінця XIX ст. зберігався рід канда, як основа соціально-релігійної організації.

## Історія
Пращури конго прийшли на сучасні землі декількома міграційним хвилями зі сходу. Утворення етносу пов'язане з раннім державним утворенням Конго (ХІІІ-XIX стст.).

## Господарство
Традиційні заняття народів конго — тропічне переложне землеробство (сорго, бобові, батат, ямс, арахіс, тютюн, пальми, з кінця XVII ст. — кукурудза та маніок), мисливство (в тому числі морське), скотарство (менша роль через поширення мухи цеце).
Традиційні ремесла — ткацтво, ковальство, металургія, плетіння, гончарство, виготовлення човнів тощо.
За гроші правили мушлі та шматки матерії. Конго населяли й населяють найбільш розвинуті в економічному плані регіони центрально-західної Африки. Сьогодні багато конго працюють на підприємствах й складають питому вагу міського населення обох Конго.